# Saint-Julien-de-l’Escap
Saint-Julien-de-l’Escap – miejscowość i gmina we Francji, w regionie Nowa Akwitania, w departamencie Charente-Maritime.
Według danych na rok 1990 gminę zamieszkiwało 838 osób, a gęstość zaludnienia wynosiła 97 osób/km² (wśród 1467 gmin regionu Poitou-Charentes Saint-Julien-de-l’Escap plasuje się na 363. miejscu pod względem liczby ludności, natomiast pod względem powierzchni na miejscu 904.).